# Parna apicalis
Parna apicalis är en stekelart som först beskrevs av Carl Gustav Alexander Brischke 1888.  Parna apicalis ingår i släktet Parna, och familjen bladsteklar. Enligt den finländska rödlistan är arten sårbar i Finland. Arten har ej påträffats i Sverige. Artens livsmiljö är lundskogar.